# Transporte en Aruba

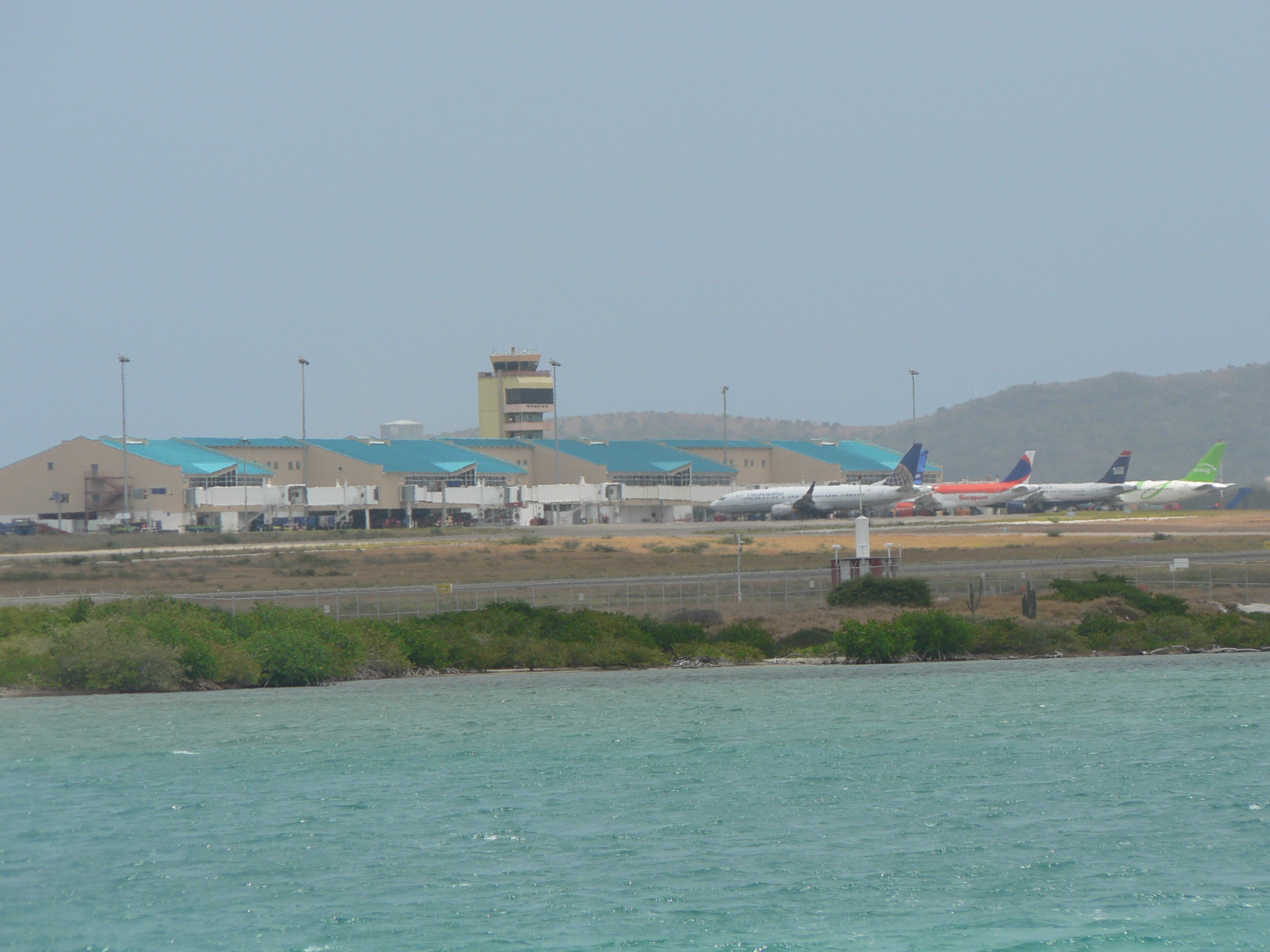
Aeropuerto Internacional Reina Beatriz, Aruba

El transporte en Aruba, se puede realizar de diversas formas, taxis, autobuses y automóviles son las formas más comunes para viajar en Aruba, mientras que el viaje por avión es las más utilizado para conectar al territorio con el exterior.

## Terrestre
La mayoría de las carreteras están pavimentadas, pero hacia el interior de la isla las carreteras pavimentadas son menos comunes. Las zonas costeras disponen de vías pavimentadas con mayor frecuencia. De un total de 800 kilómetros de carreteras, 287 km son de tierra.

## Autobuses
Arubus es la compañía de autobuses de propiedad estatal y cuenta con unos 29 autobuses en servicio. Los Mini-buses también son comunes. La principal estación de Arubus está situada en el centro de Oranjestad.
Arubus opera de 3:30 a. m. hasta las 12:30 a. m. los 365 días del año. También cuenta con un servicio de furgonetas privadas que proporcionan servicios de transporte en ciertos lugares como la zona de los hoteles, San Nicolaas, Santa Cruz y Noord.

## Tranvías.

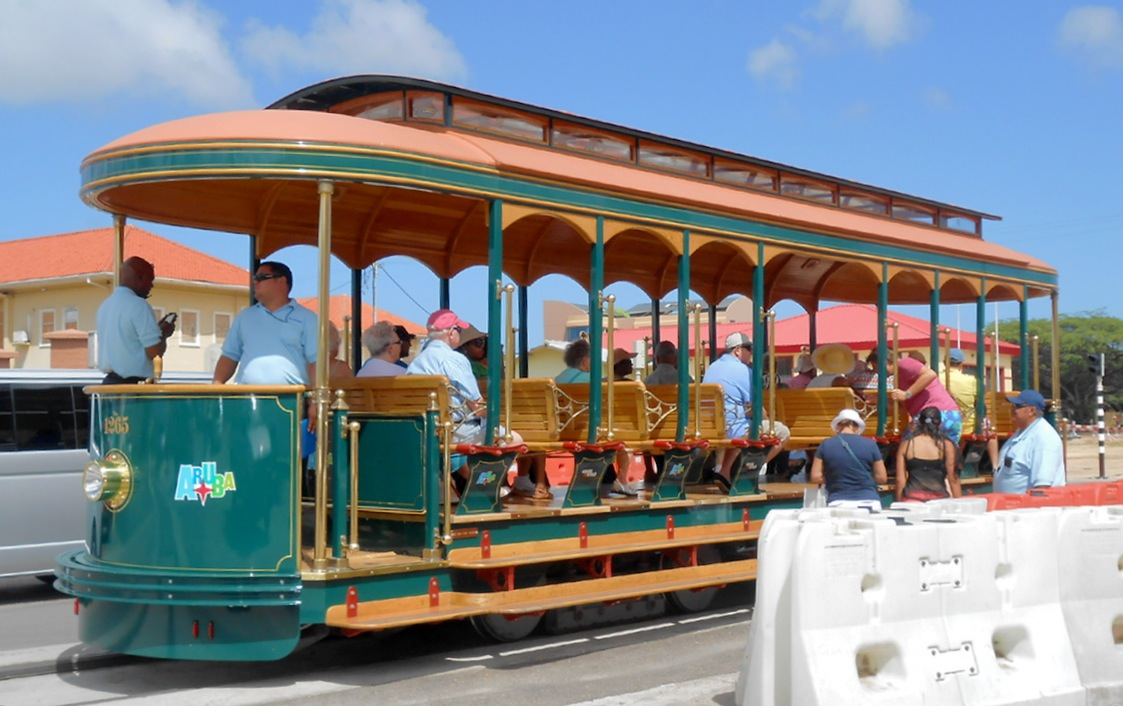
Tranvía de Oranjestad en el año 2014.

En 2012 se inauguró una línea tranviaria en Oranjestad, con la función de conectar el centro de la ciudad con el puerto.

## Aeropuerto
El Aeropuerto Internacional Reina Beatriz de Aruba se encuentra cerca de Oranjestad. Este aeropuerto tiene vuelos diarios a varias ciudades con destinos en los Estados Unidos: San Juan, Puerto Rico; Miami, Florida; Chicago, Illinois; Filadelfia y Pittsburg Pensilvania; Houston, Texas; Atlanta, Georgia; Charlotte, Carolina del Norte; Washington D. C.; Nueva York; y Boston, Massachusetts. Además hay vuelos desde Aruba con destino a Toronto, Ontario, y Sudamérica, con vuelos diarios a los aeropuertos internacionales de Venezuela, Colombia, Perú, Brasil, Alemania, Francia, España, Reino Unido y la mayor parte de Europa.
De acuerdo a la Autoridad Aeroportuaria de Aruba, al menos 1,7 millones de pasajeros utilizaron el aeropuerto en 2005, de los cuales el 61% eran americanos.
En cooperación con el gobierno de los Estados Unidos, y para facilitar la llegada de pasajeros a los Estados Unidos, el Departamento de Seguridad Nacional de los Estados Unidos (DHS) y la Protección de Fronteras (Inmigración) y Aduanas de los Estados Unidos (CBP) cuentan con un mostrador aduanero en Aruba desde el 1 de febrero de 2001 con la expansión del aeropuerto. Los Estados Unidos y Aruba tienen el acuerdo desde 1986 que comienza con un mostrador de USDA y la Aduana, y desde 2008, es la única isla que tiene este servicio para vuelos privados. En 1999, el Departamento de defensa estadounidense estableció un Puesto Avanzado de Operaciones (FOL) en el aeropuerto.

## Marítimo
A pesar de la ubicación de Aruba, muy cerca de Venezuela y las otras islas de las Antillas Neerlandesas, el cruce de barco no está generalmente disponibles. Embarcaciones privadas pueden hacer el viaje, pero no hay transporte público a través del mar. Los viajeros pueden optar por tomar un avión y realizar vuelos cortos desde el Aeropuerto Internacional Reina Beatriz. 

## Puertos
Hay tres puertos en la isla: Barcadera, Oranjestad, y San Nicolás. La Autoridad Portuaria de Aruba (Aruba Ports Authority) opera los puertos de Barcadera y Oranjestad,  mientras que La Empresa Refinadora Valero (Valero Aruba Refining Company) opera el tercer puerto.  Barcadera y San Nicolás, son principalmente industriales y los puertos del petróleo.
El Puerto de Playa (Oranjestad), da la bienvenida a todas las líneas de barco de crucero, incluyendo a Royal Caribbean Cruises Ltd.|Royal Caribbean, Carnival Cruise Lines, NCL, Holland America Line, Disney Cruiseships y muchos más; aproximadamente casi un millón de turistas entran por este puerto al año.

## Taxis
Al llegar al aeropuerto Reina Beatriz, la mayoría de las principales empresas de alquiler de automóviles se encuentran través de la entrada, incluyendo Hertz, Avis y Alamo. Las empresas locales de alquiler de automóviles están también disponibles. Los Arubeños manejan del lado derecho de la carretera, de modo que un turista de cualquier parte de América tendrá pocos problemas para adaptarse a las características de conducción.